# Wireco Germany
Die Wireco Germany GmbH (Eigenschreibweise: WIRECO) (bis Sep. 2022): Casar Drahtseilwerk GmbH (Eigenschreibweise: CASAR) mit Sitz im saarländischen Kirkel, Ortsteil Limbach ist ein deutscher Hersteller von Stahlseilen. 
Wireco gilt als Weltmarktführer für Spezialdrahtseile für Kräne, Mobilkräne, Seilbahnen und Anwendungen im Bergbau. In diesem Bereich wird weiterhin die Marke CASAR verwendet.

## Geschichte
Das Unternehmen wurde 1948 durch den Diplom-Ingenieur Joseph Verreet gegründet. Der vormalige Unternehmensname Casar stellte dabei eine Abkürzung für das französische „Câblerie Sarroise“ (auf Deutsch etwa „Kabelwerk Saar“ bzw. Drahtseilwerk Saar) dar und trug damit der politischen Situation Rechnung, nach der das nach dem Zweiten Weltkrieg formal selbständige Saarland eng an Frankreich angebunden war. Später war Elisabeth Verreet, geborene Declercq (* 1925 in Izegem), die Witwe von Joseph Verreet Geschäftsführerin (Gerante) der Soc. Casar France in Forbach; sie war zudem geschäftsführende Gesellschafterin der Drahtseilwerk Saar GmbH in Limbach.
1949 wurde das erste achtlitzige Seil produziert; Industriestandard war zu jener Zeit das sechslitzige Seil.
Seit 2007 gehört das Unternehmen zur weltweit tätigen US-amerikanischen WireCo-Gruppe.

## Produkte
Wireco/ Casar stellt Stahl- bzw. Drahtseile für den professionellen Einsatz her. Diese werden im Wesentlichen in den folgenden Bereichen verwendet:
- Krane
- Seilbahnen
- Offshore-Industrie
- Bergbau[3]

## Marktstellung
Nach eigenen Angaben nimmt Casar weltweit eine führende Position bei der Entwicklung und Herstellung von Spezialdrahtseilen ein.
Der Wirtschaftswissenschaftler Christoph Müller, Professor an der Universität St. Gallen, nahm Casar als Hidden Champion in seine zusammen mit der Wirtschaftswoche erstellte Liste der Marktführer 2018 auf. Seinen Angaben zufolge ist Casar Weltmarktführer für Spezialdrahtseile (Kran- und Bergbauseile).